# Sterling (Oklahoma)
Sterling je město v okrese Comanche County ve státě Oklahoma ve Spojených státech amerických. K roku 2010 zde žilo 793 obyvatel. S celkovou rozlohou 2,1 km² byla hustota zalidnění 380 obyvatel na km².